# Cratere Dinorwic
Dinorwic  è un cratere sulla superficie di Marte.